# AXN (Europe)
Pour les articles homonymes, voir AXN.
AXN (dont le sigle signifie initialement Action eXtreme Network), est un réseau de télévision payante appartenant au groupe Sony. AXN Europe sa composante européenne.

## Histoire

### Logos

Ancien logo de AXN (1998-2016)

## Programmes
AXN propose notamment des films et des séries du catalogue Columbia Pictures.